# Gondeville
Gondeville är en kommun i departementet Charente i regionen Nouvelle-Aquitaine i västra Frankrike. Kommunen ligger  i kantonen Segonzac som ligger i arrondissementet Cognac. År 2018 hade Gondeville 499 invånare.

## Befolkningsutveckling
Antalet invånare i kommunen Gondeville
Referens:INSEE